# Truid Aagesen
Pour les articles homonymes, voir Aagesen.
Truid Aagesen (fl. 1593–1625) est un compositeur et un organiste danois au service du roi du Danemark.
On sait peu de chose sur la vie de Aagesen, mais son mentor musical et conseiller spirituel était le père jésuite Laurentius Nicolai Norvegus avec qui il a étudié la musique. Aagesen a été nommé organiste de la cathédrale Notre-Dame, à Copenhague, le 23 juin 1593. Il a étudié à Venise avec Giovanni Gabrieli en 1599-1600.
En 1600, il s'est rendu à Prague en tant que commissaire royal pour le roi Christian IV du Danemark. Entre 1609 et 1611, il est censé avoir enseigné à la cour et a été rétribué par le trésor royal. En 1613, le roi danois a publié un décret indiquant que tous les hommes de la religion "papiste" devaient quitter le Danemark. Aagesen, qui était soupçonné d'être à la solde du pape dès 1604, a été informé d'une décision rendue par l'instance dirigeante de l'Université de Copenhague, le 15 septembre 1613 selon laquelle, puisqu'il est du côté du pape, il ne devait pas être autorisé à poursuivre son travail d'organiste. En 1615, il a été remplacé par Johan Meincke. Après cela, il semble avoir disparu de l'histoire, mais on sait qu'il vécut à Dantzig (Gdańsk) en 1625.
La seule musique connue est une série de Cantiones laïques pour trois voix qui ont été publiées à Hambourg en 1608 sous son nom latinisé, Théodoric Sistinus. Il était aussi connu sous le nom de Malmogiensis Trudo Haggaei.

## Œuvres
- Cantiones à trois voix (1608)
- Missa Baci amorosi a cinque voci (non publiée)
- Canon (non publié)